# Delectus Seminum quae in Horto Hamburgensium Botanico
Delectus Seminum quae in Horto Hamburgensium Botanico (abreviado Del. Sem. Hort. Hamburg.) es un libro con ilustraciones y descripciones botánicas que fue escrito por el naturalista y botánico alemán Johann Georg Christian Lehmann y publicado en el año 1849[-1852].